# Hoplodrina conspicua
Hoplodrina conspicua är en fjärilsart som beskrevs av John Henry Leech 1900. Hoplodrina conspicua ingår i släktet Hoplodrina och familjen nattflyn. Inga underarter finns listade i Catalogue of Life.